# District de Csorna
Le district de Csorna (en hongrois : Csornai járás) est un des 7 districts du comitat de Győr-Moson-Sopron en Hongrie. Créé en 2013, il compte 32 882 habitants et rassemble 33 localités : 32 communes et une seule ville, Csorna, son chef-lieu.
Cette entité existait déjà auparavant. Elle appartenait au comitat de Sopron avant la réorganisation comitale de 1950. Le district a disparu avec la réforme territoriale de 1983.

## Localités
- Acsalag
- Barbacs
- Bodonhely
- Bogyoszló
- Bágyogszovát
- Bősárkány
- Cakóháza
- Csorna
- Dör
- Egyed
- Farád
- Jobaháza
- Kóny
- Maglóca
- Magyarkeresztúr
- Markotabödöge
- Potyond
- Páli
- Pásztori
- Rábacsanak
- Rábapordány
- Rábasebes
- Rábaszentandrás
- Rábatamási
- Rábcakapi
- Sobor
- Sopronnémeti
- Szany
- Szil
- Szilsárkány
- Tárnokréti
- Vág
- Zsebeháza